# Grancanaridion grancanariense
Genre
Espèce
Synonymes
- Theridion grancanariensis Wunderlich, 1987

Grancanaridion grancanariense, unique représentant du genre Grancanaridion, est une espèce d'araignées aranéomorphes de la famille des Theridiidae.

## Distribution
Cette espèce est endémique de la Grande Canarie dans les îles Canaries,.

## Étymologie
Son nom de genre et son nom d'espèce, composé de grancanari[a] et du suffixe latin -ensis, « qui vit dans, qui habite », lui a été donné en référence au lieu de sa découverte la Grande Canarie.

## Publications originales
- Wunderlich, 1987 : Die Spinnen der Kanarischen Inseln und Madeiras: Adaptive Radiation, Biogeographie, Revisionen und Neubeschreibungen. Triops Verlag, Langen, p. 1-435.
- Wunderlich, 2011 : Extant and fossil spiders (Araneae). Beiträge zur Araneologie, vol. 6, p. 1-640.